# Kosse, Texas
Kosse là một thị trấn thuộc quận Limestone, tiểu bang Texas, Hoa Kỳ. Năm 2010, dân số của thị trấn này là 464 người.

## Dân số
- Dân số năm 2000: 497 người.
- Dân số năm 2010: 464 người.